# Альберто Бланко
Луїс Альберто Бланко Сааведра (ісп. Luis Alberto Blanco Saavedra; 8 січня 1978, Панама) — колишній панамський футболіст, півзахисник.

## Клубна кар'єра
Вихованець французького клубу «Олімпік» Марсель. Професійну кар'єру розпочав у панамському клубі «Сан-Франциско» Ла-Чоррера.
У 2001—2005 роках виступав за молдавський «Шериф» із Тирасполя, у складі якого грав зі своїми співвітчизниками Убальдо Гвардією і Роберто Брауном та став чотириразовим чемпіоном Молдови.
У 2005 році підписав трирічний контракт з російським клубом «Аланія» Владикавказ, але провів за команду лише три гри і забив один гол.
У 2005—2006 роках грав на Близькому сході за клуб з ОАЕ «Аль-Айн» та «Аль-Наср» з Ер-Ріяду (Саудівська Аравія).
З 2007 року, з двома невеликими перервами на колумбійський «Атлетіко Хуніор» та ізраїльське «Маккабі» (Нетанья), грав на батьківщині, де і завершив кар'єру 2012 року у клубі «Тауро».

## Збірна
У 2000—2009 роках провів 67 ігор, забив 3 м'ячі за збірну Панами, у складі якої став срібним призером Золотого кубка КОНКАКАФ 2005.

## Досягнення
- Срібний призер Центральноамериканських ігор: 1997
- Чемпіон Молдови (4): 2001/02, 2002/03, 2003/04, 2004/05
- Володар Кубка Молдови (1): 2001/02
- Володар Суперкубка Молдови (2): 2003, 2004
- Володар Кубка Президента (ОАЕ) (1): 2005/06
- Чемпіон Панами (1): Клаусура 2007
- Срібний призер Золотого кубка КОНКАКАФ: 2005